# Stallion Canyon
Stallion Canyon è un film del 1949 diretto da Harry L. Fraser.
È un western statunitense con Ken Curtis, Carolina Cotton e Shug Fisher.

## Produzione
Il film, diretto da Harry L. Fraser su una sceneggiatura di Hy Heath, fu prodotto da H.R. Brandon e Robert L. Fenton per la Kanab Pictures Corporation e girato a Kanab e a Santa Clara, Utah. Il brano della colonna sonora The Hills of Utah fu composto da Hy Heath.

## Distribuzione
Il film fu distribuito negli Stati Uniti dal 15 giugno 1949 al cinema dalla Astor Pictures Corporation.